# انتخابات عمومی دومینیکا در سال ۲۰۱۹
انتخابات عمومی دومینیکا در سال ۲۰۱۹ (انگلیسی: 2019 Dominican general election)نتیجه انتخابات یک پیروزی قاطع برای حزب حاکم کارگر دومینیکا بود که با کسب ۱۸ کرسی از ۲۱ کرسی منتخب، سه کرسی دیگر را به دست آورد و روزولت اسکریت، رهبر حزب، نخست وزیر باقی ماند.۲۱ نماینده منتخب مجلس در حوزه های انتخابیه تک نفره انتخاب می شوند. نه عضو دیگر پس از تشکیل مجمع توسط مجمع انتخاب می شوند یا توسط رئیس جمهور (پنج نفر به توصیه نخست وزیر و چهار نفر به توصیه رهبر مخالفان) به عنوان سناتور منصوب می شوند.